# Andris Vilks
Andris Vilks (ur. 15 czerwca 1963 w Jaunpiebaldze, zm. 28 kwietnia 2024) – łotewski analityk bankowy, finansowy i gospodarczy, były doradca premierów Łotwy, od 2010 do 2014 minister finansów w rządach Valdisa Dombrovskisa i rządzie Laimdoty Straujumy.

## Życiorys
Po ukończeniu szkoły średniej w Valce studiował geografię na Uniwersytecie Łotwy w Rydze (1981–1986), uzyskując uprawnienia do nauczania geografii w szkolnictwie. Pracował w radzieckich przedsiębiorstwach państwowych zajmujących się geologią i rolnictwem. W 1991 przebywał w Danii, gdzie uczył się zarządzania i marketingu, następnie pobierał nauki z dziedziny inwestycji, analizy finansowej, zarządzania i marketingu. Od 1995 pracował w banku Latvijas Unibanka (przejętym przez SEB), gdzie doszedł do pozycji głównego ekonomisty. Od 2005 był zatrudniony jako dyrektor komitetu ds. gospodarczych i walutowych w łotewskim zrzeszeniu banków komercyjnych. Został też doradcą ds. gospodarczych w łotewskim związku dużych miast. W latach 2008–2009 doradzał w sprawach bankowych premierowi Ivarsovi Godmanisowi, zaś w okresie 2009–2010 był doradcą premiera Valdisa Dombrovskisa w kwestiach ekonomicznych i finansowych.
W latach 1991–1997 działał w klubie młodych rolników (JZK), był jego sekretarzem oraz przewodniczącym. W 2010 wstąpił w szeregi Związku Obywatelskiego. Był koordynatorem programu gospodarczego koalicji Jedność podczas wyborów w 2010. Uzyskał wówczas mandat poselski, jednak już 3 listopada 2010 objął funkcję ministra finansów w drugim rządzie Valdisa Dombrovskisa. 25 października 2011 po raz kolejny został ministrem finansów w trzecim rządzie tego polityka, wcześniej ponownie uzyskując wybór na posła. 22 stycznia 2014 zachował dotychczasowe stanowisko w gabinecie Laimdoty Straujumy. Zakończył urzędowanie 5 listopada 2014, rezygnując z aktywności politycznej i powracając do pracy w sektorze finansowym. Był dyrektorem wykonawczym Europejskiego Banku Odbudowy i Rozwoju (2016–2020), następnie m.in. dyrektorem ds. instytucjonalnych w przedstawicielstwie Europejskiego Banku Inwestycyjnego na region bałtycki z siedzibą w Wilnie (2020).
Jesienią 2020 Sejm wybrał go na członka rady Banku Łotwy. Zmarł w kwietniu 2024, nie kończąc swojej pięcioletniej kadencji na tej funkcji.
Był żonaty z Diāną. Został odznaczony Krzyżem Oficerskim (2005) i Komandorskim (2018) Orderu Zasługi Rzeczypospolitej Polskiej.